# Awan
Awan va ser un regne a la regió d'Elam, al sud de Susa. Awan era una ciutat de localització incerta a l'oest de l'Iran. La dinastia d'Awan va regnar des de potser l'any 2500 aC fins al 2100 aC i era contemporània de Sargon I d'Accad (que va regnar entre l'any 2334 aC i 2279 aC); el seu darrer rei, Puzur-Inshushinak hauria regnat al mateix temps que Ur-Nammu d'Ur (cap a l'any 2110-2094 aC). Les fonts sumèries han deixat indicacions de les campanyes militars que ajuden a comprendre la història i la geografia d'Elam.
Els reis d'Awan van dominar Elam i la seva dinastia va ser hegemònica fins prop del 2325 aC quan Sargon I d'Accad els va sotmetre com a estat tributari. Dels set primers reis no se sap res i són només una llista de noms. Els tres primers reis d'Awan es mencionen a la Llista de reis sumeris però només es pot llegir fragmentàriament el tercer nom (Ku-u [l- ...]) que hauria regnat 36 anys. S'atribueixen 356 anys entre tots els reis d'Awan que van dominar Sumer. Una còpia parcial esmenta dos reis d'Awan que correspondrien a una data potser de l'any 2500 aC o posterior; la seva historicitat és dubtosa.
Després segueix una llista trobada a Susa amb dotze reis, que una inscripció en accadi anomena els dotze reis d'Awan, sense indicar ni la durada dels regnats ni la filiació. La llista es va escriure no abans del 1800 aC i no hi ha cap punt de coincidència entre la llista sumèria i la llista de Susa. Aquesta llista es referiria potser a una segona dinastia. La va fundar un personatge anomenat Peli. El vuitè rei de la llista, Lukhkhishshan o Lukh-Ishshanes es pot datar cap a l'any 2300 aC i el dotzè, Kutikhkhinshushinnak o Puzurinshushinnak (Puzur-Inšušinak) cap al 2100 aC, i s'auto-anomenava "Rei d'Elam", i es mencionen alguns subordinats seus i també a països aliats, com ara Warakshe, però no se sap si la llista exposa una sèrie completa de reis.
El país es va rebel·lar contra el successor de Sargon, el seu fill Rimuix, cap al 2281 aC, sota la direcció del rei Lukhkhishshan fill de Hishiprashini (Ḫišiprašini, variant d'Ḫišepratep que apareix com a novè rei de la llista de Susa), auxiliat pel rei de Warakshe (també revoltat) anomenat Sidgau, però es va poder sufocar la rebel·lió i es va aconseguir botí a Awan. Segons això (explicat a les campanyes de Sargon) els reis vuitè i novè es mencionen (en ordre invers) a la llista de Susa. Les campanyes de Sargon i el seu fill Rimuix tenien una finalitat econòmica ja que buscaven materials que no hi eren a Sumer, i no pas una conquesta permanent. A les campanyes de Rimuix es torna a mencionar Warakshe i es parla de la captura dels caps enemics en un lloc entre Awan i Susa a la meitat (o a la part superior) del riu.
El rei d'Accad Manixtuixu (entre els anys 2275 aC i 2260 aC) va continuar les lluites al sud de l'Elam arribant fins a la zona del golf Pèrsic, que va creuar, per establir una aliança amb les 32 ciutats de la costa d'Aràbia. En temps del rei Naram-Sin d'Accàdia (entre el 2260 aC i el 2223 aC) es va fer un tractat entre el rei de Susa, vassall de Naram-Sin i el rei d'Awan, Khita o Hita, probablement també tributari. Aquest tractat és el primer text elamita en caràcters cuneïformes que es coneix, però que té una interpretació molt complexa.
Awan va recuperar la plena independència cap al 2.221 aC i va tenir l'hegemonia d'Elam durant gairebé un segle. A la segona meitat del segle xxi aC els Guti van ocupar el país i el 2.116 aC el rei Utukhengal d'Uruk va derrotar el rei Guti Sium en una batalla entre Kix i Nippur, i va enderrocar al nou rei Guti Tiriqan quaranta dies després, apoderant-se dels seus dominis. El darrer rei d'Awan, Puzur-Inshunshinak va conquerir Susa i després Anshan i va establir per primer cop una confederació elamita forta que es va consolidar amb la submissió dels reis de Simashki. Dues esteles a Susa esmenten a Kutikhkhinshushinnak o Puzurinshushinnak (Puzur-Inšušinak) amb els títols de "rei d'Awan" i "el Poderós" i un text mesopotami en sumeri i accadi indica que aquest rei era contemporani d'Ur-Nammu d'Ur (cap al 2100 aC).
Aquest rei, Ur-Nammu, se suposa que va incorporar Susa als seus dominis però no hi ha seguretat sobre aquest fet. En tot cas els seus successors van perdre Susa i la dinastia dels Simàshquides (sorgida del regne de Simashki) va establir el seu poder a l'Elam.
Awan és esmentat sota el rei Ibbi-Sin d'Ur (cap al 2028-2004 aC) que va saquejar Susa, Adamdun i la terra d'Awan en un únic dia i va fer captius als seus senyors. Alguna inscripció esmenta Awal però era un lloc diferent segurament a la vora del modern riu Hamrin. Una inscripció prop de Kasr-i Shirin recorda la conquesta de la terra d'Awan, però no es pot datar amb seguretat i en tot cas és posterior als altres documents que parlen d'Awan.
Per la seva localització la inscripció de Rimuix situa un fet "entre Awan i Susa", cosa que indicaria que la distància entre les dues ciutats no era excessiva. La inscripció d'Ibbi-Sin suggereix que la terra d'Awan era a tocar del districte de Susa. Les localitzacions són diverses: a Khuzestan a la rodalia de Dezful; a Fars a la comarca on era Anshan que en podia ser la capital; o al Luristan, fins i tot al seu extrem nord a la vora del Kurdistan.

## Llista de reis[2]
- Dos reis de nom desconegut (cap al segle XXV aC)
- Ku-u [l- ...] després del 2500 aC
- Tata vers 2400 aC
- Ukku-Takhesh vers 2380 aC
- Khishur vers 2360 aC
- Shushun-Tarana vers 2350 aC
- Napil-Khush vers 2330 aC
- Kikkusiwe-Temti vers 2325 aC
- tributari d'Accad vers 2325 aC
- Lukhkhishshan o Lukh-Ishshan vers 2300 aC
- Khishep-Ratep o Khishepratep, vers 2300 aC
- Khelu (segle XXIV aC vers 2300-2280 aC)
- Khita (segle XXIII aC potser vers 2280-2240 aC)
- Als guti
- Kutikhkhinshushinnak (Puzurinshushinnak) abans del 2100 aC.